# 研究船
研究船、調查船、海洋研究船、海洋調查船是搭載研究設備，在海上進行研究的船隻。研究船有許多功能。有些研究項目可以由同一艘研究船進行，有些研究項目則需要特定的船隻。研究船可能屬於民間研究機構、學校、政府甚至軍事單位。
由於有些研究船需在極地海域進行研究工作，常常會設計為破冰船。

## 研究船的歷史

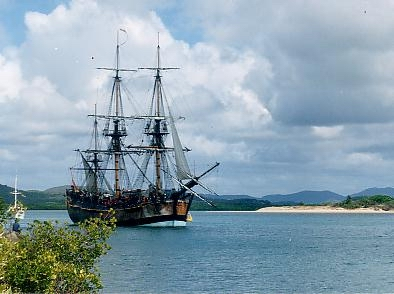
停泊庫克鎮港內的奮進號的複製船

研究船起緣於探險時代的早期。從庫克船長的時代到現代，我們對一艘研究船的基本要件已經十分清楚。在1776年，英國皇家學會聘請庫克指揮奮進號三桅帆船（HM Bark Endeavour）前往太平洋觀測並記錄金星通過太陽。約瑟夫·班克斯(Joseph Banks)指出，奮進號是一艘堅固、有良好設計以及裝備的船，足以面對挑戰，提供其研究人員足夠的設施。和現代常見的研究船一樣，奮進號同時執行一種以上的研究，包含了綜合性的水文調查工作。
一些著名的早期研究船有小獵犬號、卡呂普索號、挑戰者號、耐力號和泰拉諾弗號。

## 現代的研究船

### 水文調查船

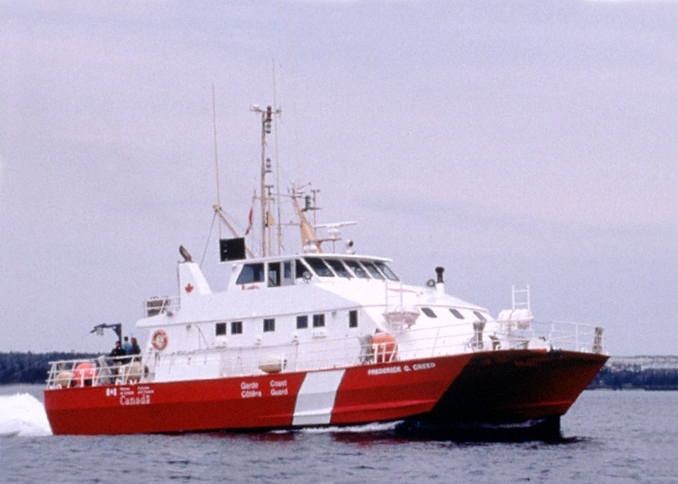
加拿大水文監測船CCGS弗雷德里克-克雷德號

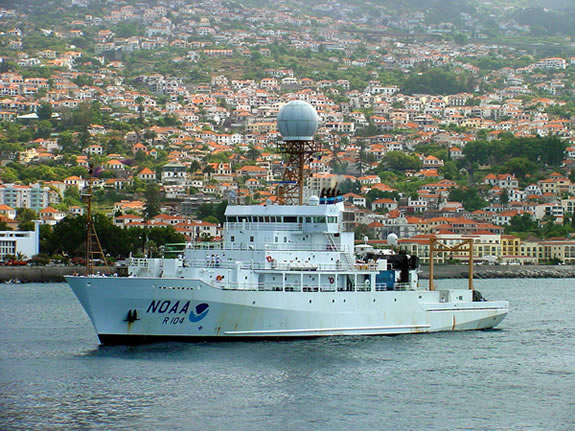
美國海洋調查船，NOAAS羅納德布朗號

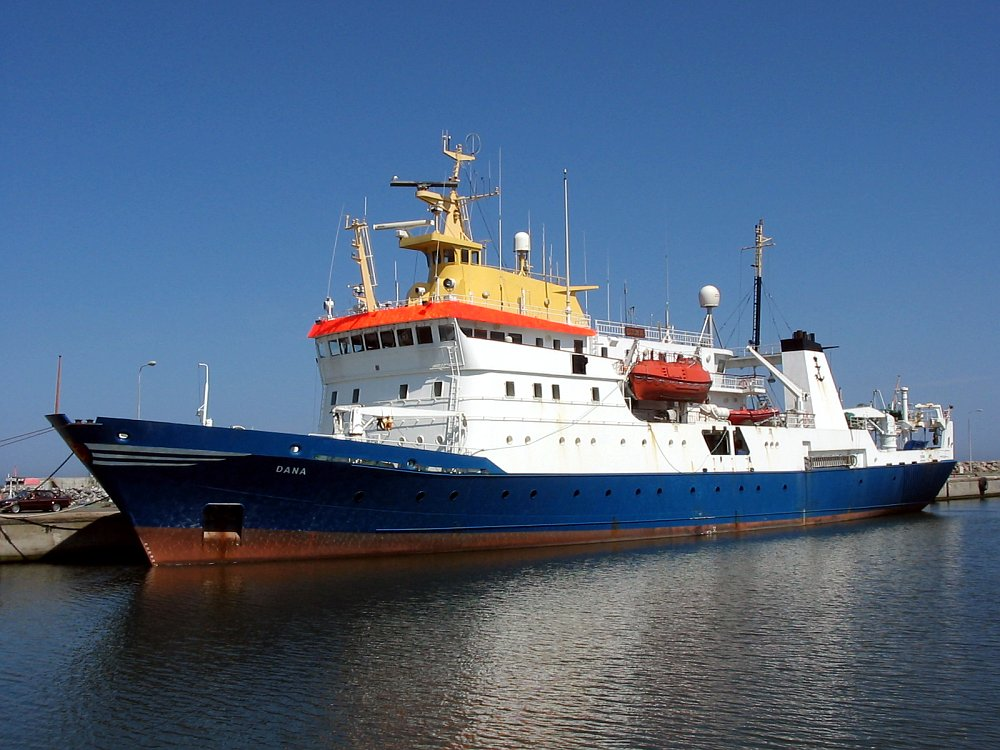
丹麥漁業研究船，FRV達納號

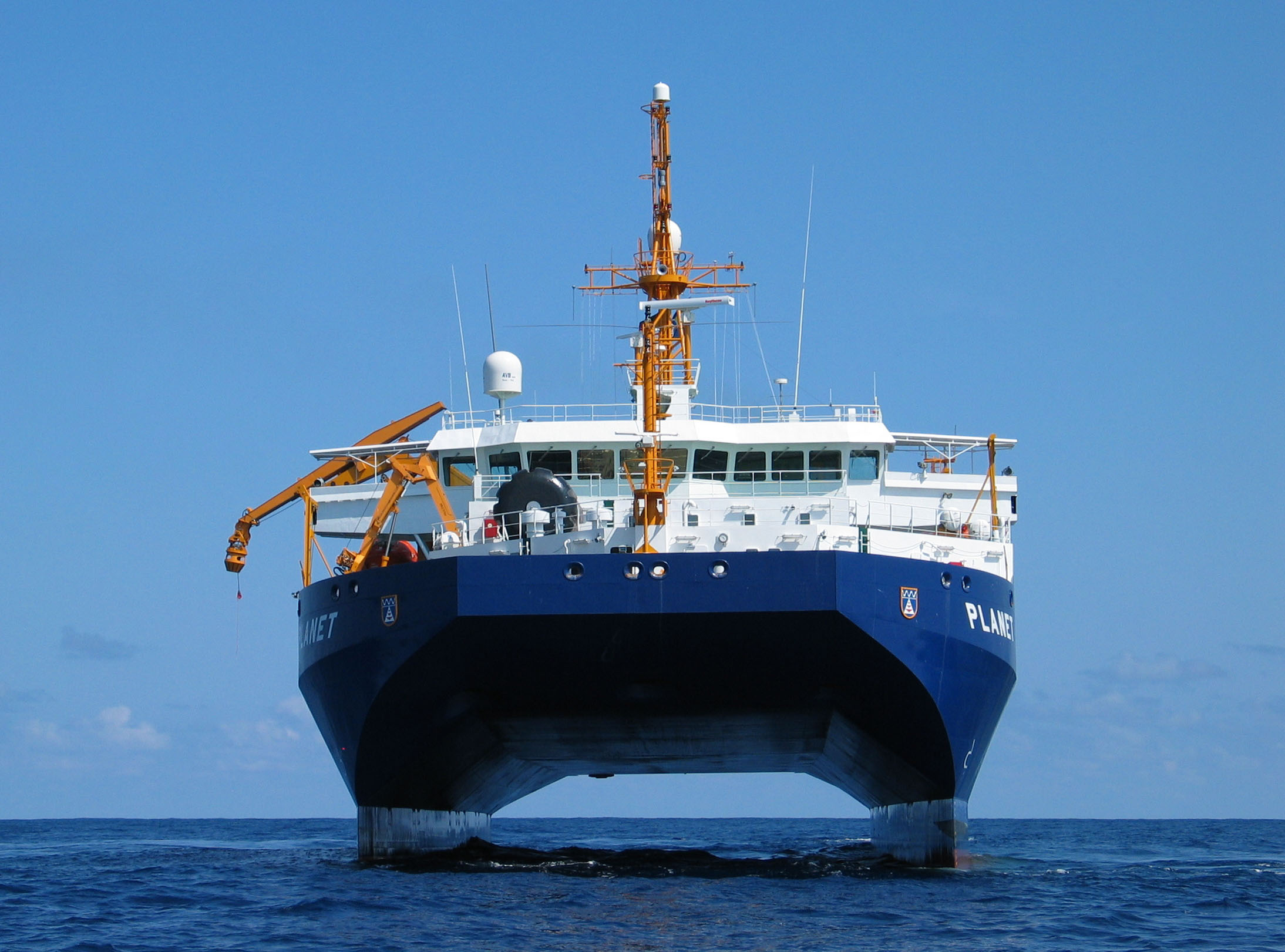
德國海軍研究船星球號

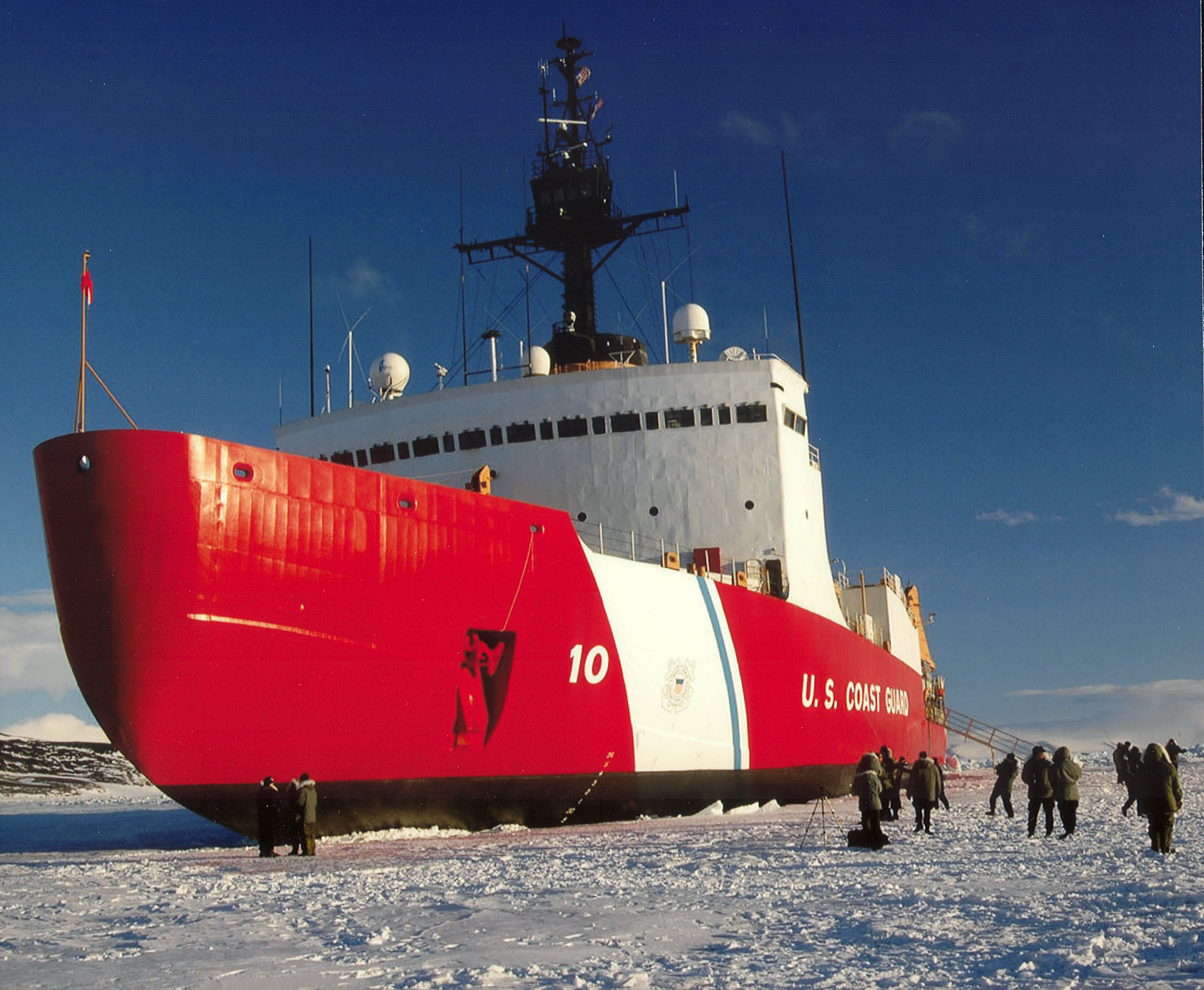
美國極地研究船，美國海岸防衛隊北斗星號

水文調查船是用來進行水文研究與調查的船。這些水文資訊是航海圖繪製的重要資訊，以確保軍事與民間用途的航海安全。
海洋調查船也進行海底地震、海床以及海底地質調查。除了製作圖表，這些資訊也對含有石油或天然氣的地質探測很有幫助。這些船隻通常配備有與牽引裝置相連的研究設備，例如空氣砲，用來產生高壓震波，以聲波衝擊海底下的底質。研究船也會在龍骨處配備有測深儀。
實際上，水文調查船通常會有許多配備以進行多種功能。有些功能也與海洋調查船相仿。海軍的水文調查船通常進行海洋軍事研究，例如探測潛艦。
CCGS弗雷德里克-克雷德號就是一艘水文監測船。

### 海洋學研究
海洋研究船對水的物理、化學以及生物學、大氣與氣候進行研究，因此需要能夠從包括深海等各種深度取得海水的設備，以及對海底水文探測的儀器，同時也配備許多環境感測器。由於對海洋學與水文學的需要與漁業研究有很大的不同，這類船隻往往扮演了雙重角色。
NOAAS羅納德布朗號就是一艘海洋研究船。

### 漁業研究
漁業研究船(FRV)須要有能夠拖曳各型漁網的作業平台，在各種深度收集浮游生物與水樣，也會配備聲納探魚機。漁業研究船通常會按照大型漁船的樣式設計與建造，但是會把儲存漁獲的空間，改成實驗室以及設備存放的空間。
FRV斯科細亞號與台灣曾使用的海功號是漁業研究船。

### 海軍研究
海軍研究船調查海軍關注的項目，例如對潛艦以及水雷的探測，以及聲納與武器測試。
- 德國海軍的Neue Planet是一艘典型的海軍研究船。
- 無瑕號

### 極地研究
極地研究船的船體有破冰結構，可以在極區海域航行運作。這些船通常具有雙重的角色，特別是南極的研究船也作為南極研究站的補給與供應船。
USCGC北極星號就是一艘極地研究船。

### 石油勘探
石油探勘有許多種方法，其中最常見的是利用移動式的平台或船隻，移動到需要探勘的地點，對海床進行鑽探，看看海床底下是否藏有資源。

## 外部連結
- OCEANIC International Research Vessels Database （页面存档备份，存于）
- Unofficial (English Language) Homepage of the research icebreaker "ARA Almirante Irizar （页面存档备份，存于）
- Australian research vessel facilities （页面存档备份，存于）
- Canadian research fleet （页面存档备份，存于）
- Alfred Wegener Institute for Polar and Marine Research - home of the "RV Polarstern"
- Ifremer Fleet （页面存档备份，存于）
- National Institute of Oceanography and Experimental Geophysics - OGS Trieste ITALY
- NOAA Marine Operations
- Scripps Institution of Oceanography （页面存档备份，存于）
- Woods Hole Oceanographic Institution (WHOI) （页面存档备份，存于）
- University-National Oceanographic Laboratory System (UNOLS) research vessels (US academic fleet)
- R/V Mt. Mitchell  hydrographic research vessel （页面存档备份，存于）